# Course pédestre de Renens
La Course pédestre de Renens est une course pédestre qui a lieu chaque année en septembre à Renens, en Suisse, depuis 2007.

## Courses
La course principale, réservée aux coureurs de 18 ans ou plus, part du site de Verdeaux et parcourt 10 km (4 tours d'une boucle de 2,5 km) dans les ruelles des quartiers résidentiels du nord de la commune. En outre, plusieurs autres courses sont organisées le même jour : une course de 2 tours (5 km) pour adultes et adolescents dès 12 ans, des courses de 1,6 et 3,2 km pour les enfants dès 4 ans, une course de 2,5 km non chronométrée pour les familles et une course de 2,5 ou de 5 km dont les frais d'inscription, payés par des parrainages, sont reversés à l'ONG Terre des hommes,.
Jusqu'en 2009,, la course a eu lieu plus au sud de la commune, avec un départ et une arrivée sur le terrain de sport du Censuy. La course principale consistait alors à parcourir 3 tours de 3,4 km.

## Palmarès

### Parcours de10km
| Hommes - 2018 : Gaël Planès (Suisse) : 34 min 33 s 7 - 2017 : César Costa (Portugal) : 32 min 03 s 1 - 2016 : Stéphane Heiniger (Suisse) : 32 min 50 s 8 - 2015 : Julien Fleury (Suisse) : 33 min 08 s 3 - 2014 : Pascal Fleury (Suisse) : 33 min 57 s 4 - 2013 : Paul Waroquier (France) : 34 min 53 s 9 - 2012 : Rui Silva (Suisse) : 32 min 53 s 0 - 2011 : Thierry Dutoit (Suisse) : 34 min 15 s 09 - 2010 : Pierre Fournier (Suisse) : 30 min 49 s 8 - 2009 : Cédric Dériaz (Suisse): 38 min 54 s 0, - 2008 : Antonio Oliveira (Suisse) : 33 min 21 s 3, - 2007 : Giovanni Frosio (Suisse) : 33 min 42 s 4 , | Femmes - 2018 : Sandra Annen-Lamard (Suisse) : 38 min 50 s 0 - 2017 : Sandra Annen-Lamard (Suisse) : 38 min 46 s 7 - 2016 : Sandra Annen-Lamard (Suisse) : 38 min 18 s 6 - 2015 : Sandra Annen-Lamard (Suisse) : 38 min 06 s 0 - 2014 : Léanie Schweickhardt (Suisse) : 37 min 07 s 1 - 2013 : Gabriela Bolzoni (Suisse) : 42 min 02 s 3 - 2012 : Sandra Annen-Lamard (Suisse) : 38 min 19 s 1 - 2011 : Sandra Annen-Lamard (Suisse) : 38 min 05 s 66 - 2010 : Sandra Annen-Lamard (Suisse) : 37 min 46 s 7 - 2009 : Rachel Thomet (Suisse) : 45 min 08 s 9, - 2008 : Priska Grandjean (Suisse) : 41 min 45 s 4, - 2007 : Ludivine Dufour (Suisse) : 39 min 37 s 6 , |